# فناوری سامانه‌های نهفته ناول
فناوری سامانه های نهفته یا توکار مجموعه‌ای از واسط‌ های برنامه‌نویسی (API)، فرمت‌های داده و پروتکل های پشته شبکه میباشد که به شیوه‌ای انعطاف پذیر و قابل انتقال نوشته شده تا در سیستم های توکار استفاده شود. ایده این بود که امکان دسترسی دستگاه های کوچک مختلف به خدمات  Novell NetWare فراهم شود، خدماتی را ارائه دهد یا از پروتکل IPX NetWare به عنوان یک سیستم ارتباطی (و در ادامه همچنین از TCP/IP) استفاده کند. Novell این مفهوم را "شبکه‌های گسترده" ‌نامید و در زمان شروع این تلاش‌ها، به دنبال این بود که تا سال 2000 یک میلیارد دستگاه به شبکه‌های NetWare متصل شوند. NEST در میانه سال 1994 در رقابت با تلاش‌های مشابه Microsoft at Work شرکت مایکروسافت که در سال 1993 آغاز شده بود، راه‌اندازی شد.
هیچ یک از این فناوری‌ها حمایت قابل توجهی از طرف شرکت‌ها و توسعه‌دهندگان شخص ثالث ندیدند، اگرچه به نظر می‌رسد برخی از کدهای NEST در سرویس‌های چاپ توزیع شده (NDPS) و در ادامه در iPrint مورد استفاده قرار گرفته باشد.

## معماری
NEST شامل یک پشته درایور پروتکل Novell میباشد که با استفاده از ANSI C پیاده‌سازی شده است. این پشته شامل درایورهایی برای سخت‌افزارهای رایج شبکه آن زمان بوده است که شامل اترنت، Token Ring و AppleTalk (که یک اشتباه رایج است و در واقع به LocalTalk اشاره دارد) و ISDN میباشد. همچنین این پشته شامل ماژول‌های سطح بالاتر برای پروتکل‌هایی مانند IPX اختصاصی Novell و AppleTalk، و در ادامه TCP/IP بوده است.
لایه خدمات NetWare از پروتکل‌های برنامه نویسی، به ویژه خدمات کلاینت NetWare مانند سرورهای فایل و همگام‌سازی زمان شبکه، همچنین NEST Requester که به عنوان نقطه پایانی شبیه به لوله (pipe-like endpoint) برای ارتباطات سبک عمل می‌کرد، پشتیبانی می‌نمود.
جدا از این خدمات، NEST همچنین شامل پیاده‌سازی‌های پایه از سرویس‌های PSERVER و NPRINTER شرکت Novell می‌شد.
NEST در نهایت یک رابط سیستم عامل نیز تعریف کرد که با عنوان (POSE (Portable Operating System Extension شناخته می‌شد. POSE یک ماژول ترجمه نازک (thin translation module) بود که تمام فراخوانی‌هایی که NEST برای پشتیبانی از عملکرد خود نیاز داشت، اعمال می‌کرد. این فراخوانی‌ها شامل مدیریت حافظه و ایجاد فرآیند (به عنوان زیرمجموعه‌های POSIX 1003.1، 1003.4، 1003.4A) بودند، که توسعه دهنده آن را به سیستم مورد نظر خود منتقل می‌کرد. این رابط سیستم عامل POSE به NEST امکان فعالیت و عملکرد صحیح را در سیستم عامل مقصد می‌داد. (به عبارت دیگر، این ماژول ترجمه نازک نیازی به ذخیره‌سازی وضعیت بلندمدت نداشت.)
در حالی که سیستم عامل چندکاربره و چند وظیفه‌ای بلادرنگ FlexOS که از شرکت Digital Research به ارث رسیده بود، توسط شرکت Novell به عنوان یک پلتفرم آزمایشی اصلی در طول فرآیند توسعه مورد استفاده قرار میگرفت. NEST شامل سیستم عامل مستقلی نبود و قرار شد این سیستم عامل به جای آن بر روی پلتفرم‌ها و سیستم‌عامل‌های موجود استفاده شود. یکی از سیستم عامل‌های شخص ثالثی که در سال ۱۹۹۵ از NEST پشتیبانی می‌کرد، pSOS+ بود که توسط شرکت Integrated Systems توسعه داده شد. این شرکت FlexOS را در ماه ژوئیه ۱۹۹۴ با قیمت سه میلیون دلار از شرکت Novell خریداری کرد. این معامله شامل پرداخت مستقیم نصف این مبلغ به علاوه ۲٪ سهام این شرکت می‌شد.

کد NEST به طور عمد ماژولار طراحی شده بود، به این منظور که توسعه‌دهندگان بتوانند تا حد مورد نیاز خود از بسته کلی استفاده کنند. انتظار میرفت که توسعه دهندگان فقط بخش هایی که نیاز داشتند را برداشته و انتخاب کنند، برای مثال، دستگاهی که وضعیت را از طریق شبکه گزارش میدهد، ممکن است فقط از NEST Requester، IPX و درایور اترنت استفاده کند و سایر بخش‌ها را از مجموعه کد خود حذف کند.
در مقابل، قابلیت استفاده از Microsoft at Work به یک شیوه مشابه وجود داشت، اما به طور کلی انتظار می‌رفت که کاربران نهایی از یک سیستم کامل به عنوان پایه‌ای برای دستگاه‌های خود استفاده کنند، که به شکلی مشابه بعدا در Windows CE مورد استفاده قرار گرفت.

## تأثیر
با این حال، همانند Microsoft at Work، عملا NEST نیز در دنیای واقعی چندان مورد استفاده قرار نگرفت. پس از انتشار اولیه در سال ۱۹۹۴، به نظر می‌رسد اخبار کمی در مورد NEST منتشر شده باشد، که در ادامه در اوایل سال ۱۹۹۶ با اضافه شدن پشتیبانی از TCP/IP، جان تازه ای 
گرفت و همان زمان Novell اعلام کرد که بیش از ۸۰ شرکت از جمله شرکت‌های بزرگ ماشین‌آلات دفتری مانند کانن، هیولت-پاکارد، ریکو و زیراکس از NEST استفاده می‌کنند. اما NEST نیز به سرنوشت at Work دچار شد و در ژانویه ۱۹۹۷ توسط Novell کنار گذاشته‌شد.